# Pimpla apollyon
Pimpla apollyon là một loài tò vò trong họ Ichneumonidae.